# Janne Parviainen

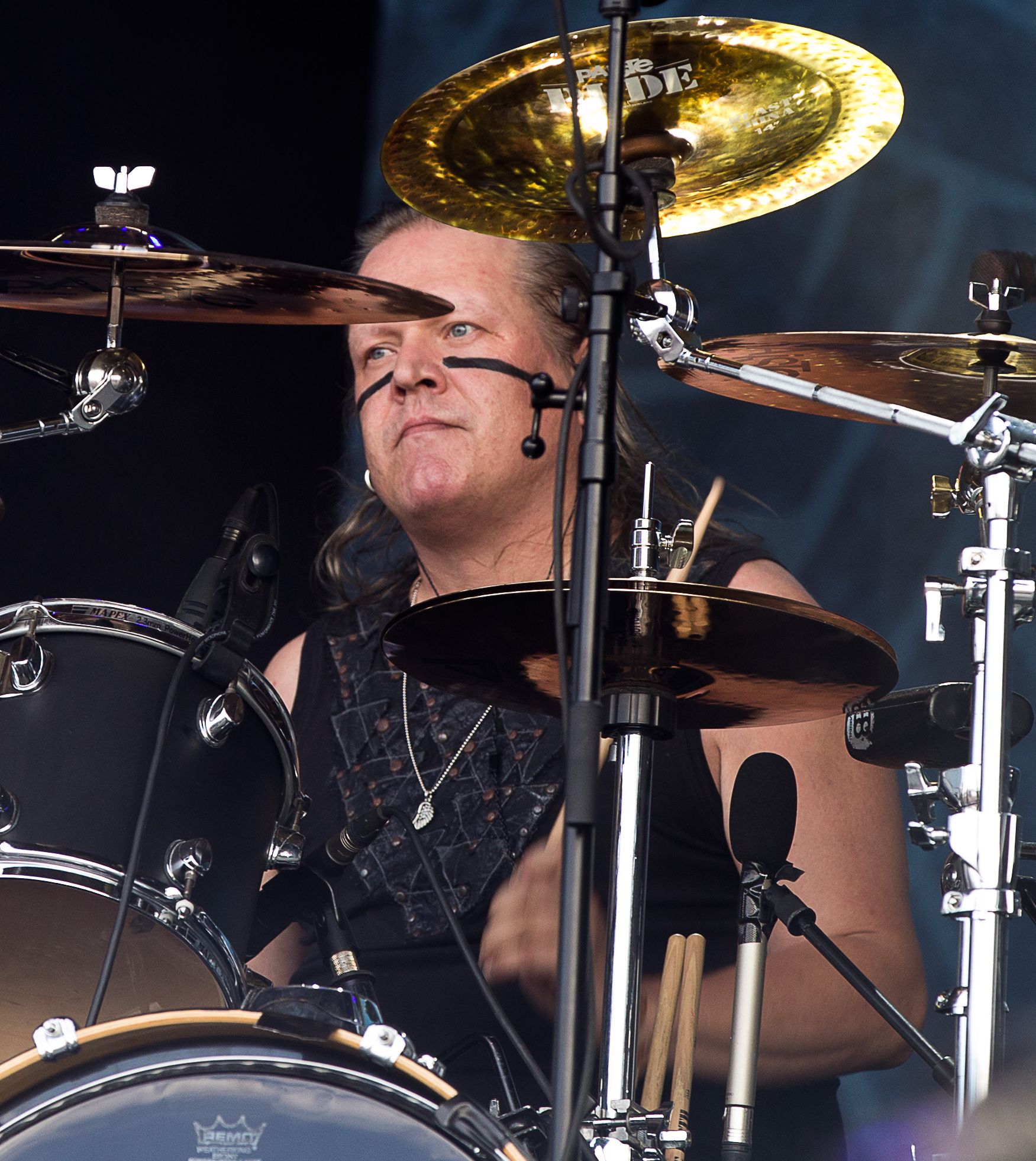

Janne Parviainen nació en 1973, en Finlandia es el baterista de la banda Sinergy, Barathrum y Ensiferum.
Se unió en el 2000 a Barathrum, Sinergy y Ensiferum,su primer trabajo fue para el EP Dragonheads.